# RGB-lysdioder

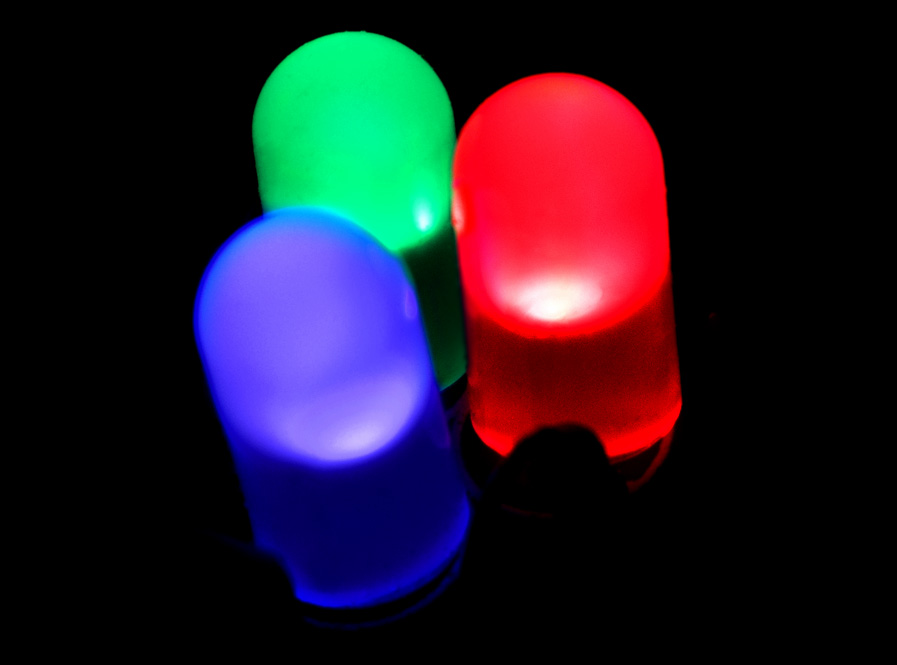
Tre lysdioder i färger rött, grönt och blått.

RGB-lysdioder är en typ av lysdioder som även kallas för fullfärgslysdioder och där RGB står för Red/Green/Blue. Genom att blanda de olika färgerna kan man få fram många färgkombinationer och man kan även få dioden att lysa vitt genom att blanda färgerna rätt.
RGB-lysdioden är ett alternativ till vita lysdioder om man ska använda den till att emittera andra färger också men annars blir den för dyr. Detta eftersom RGB-dioden innehåller tre chip i stället för ett men även för att dessa måste vara kalibrerade tillsammans. Det finns dock många fördelar med att använda RGB, bland annat att man kan fortsätta att utveckla sin produkt och få fram extrafunktioner som inte är möjligt med vanliga vita lysdioder. 
En faktor att beakta är att det blå och gröna chipen har samma dopning medan röda har en annan dopning vilket gör att de har olika åldringegenskaper och energiåtgång (och temperaturer).

## Användningsområden
Bland annat har RGB-lysdioderna använts till att lysa upp displayer i exempelvis mobiltelefoner. Då dioden kan ge ifrån sig vitt ljus används den exempelvis till blixtfunktionen i mobiltelefoner med kamera, medan förmågan att ge ifrån sig olika färger med fördel kan utnyttjas för att indikera inkommande samtal eller e-post. 